# 香港行政長官施政匯報
施政匯報是第四屆香港特別行政區行政長官梁振英於2013年6月25日所發佈的施政闡述文件，供市民檢視政府於過去一年的工作的進度和成效。

## 源起
梁振英於2013年6月25日上午出席行政會議前發表談話，指第四屆特區政府上任便滿一周年，作為一個「穩中求變、務實為民」的務實政府，故乘上任一周年的機會，製作了一份上任一周年《施政匯報》。

## 內容
在2013年6月所發表的《施政匯報》，共分成11個單元，分別為：
- 引言
- 經濟及營商
- 關懷社會
- 房屋及土地供應
- 環保和保育
- 教育
- 醫療
- 交通運輸
- 文化、創意、藝術、康樂和體育
- 行政及政制
- 民生

## 迴響
- 工聯會立法會議員王國興認為，梁振英在逆境施政，已做出一定成果，不認為是邀功。
- 自由黨立法會議員田北俊批評，梁振英沒協助商界。
- 一些泛民主派立法會議員認為，梁振英只是將前任行政長官的施政成果視作自己的功勞，並非自己成功施政的例子，是邀功行為。
- 嶺南大家公共管治研究部主任李彭廣認為，梁振英用清單羅列政府的工作，可以提供客觀的數據，避免傳媒只聚焦個別政策，但相信對輿論影響力有限。

## 外部連結
- 本屆政府上任一周年施政匯報